# Toyota Sequoia
Toyota Sequoia (укр. Тойота Секвоя) — повнорозмірний SUV, що випускається Toyota Motor Corporation. Дебютував у 2000 році як модель 2001 року, і за ціною розташовувався між середньорозмірним 4Runner та Land Cruiser. Sequoia був номінований на премію Північноамериканський вантажний автомобіль року (англ. North American Truck of the Year) за 2001 рік. Крім того, він заповнив пробіл, коли на канадському ринку в 1995 році були припинені продажі Land Cruiser. Sequoia випускається на заводі Toyota в Принстоні, штат Індіана, на тій же складальній лінії, де й Tundra. Продається виключно в Сполучених Штатах, Канаді, Мексиці та на Близькому Сході.

## Перше покоління (2001—2007)

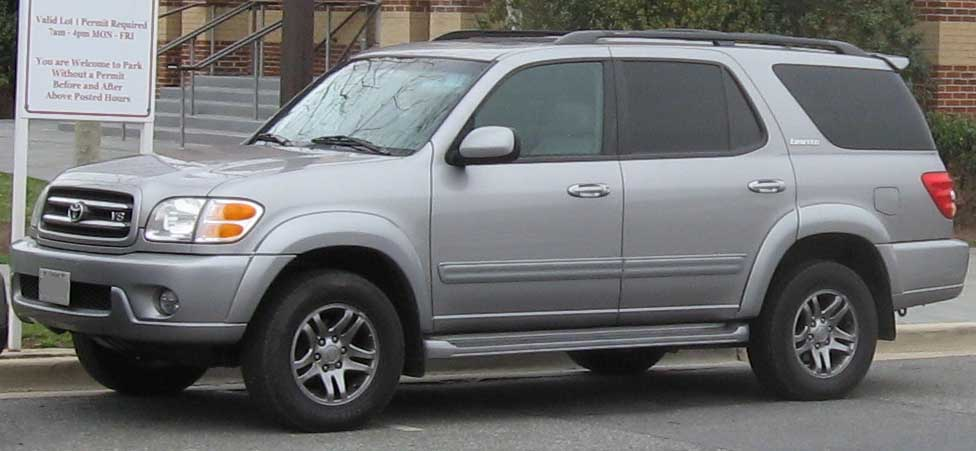
Toyota Sequoia 1 (2001—2005)

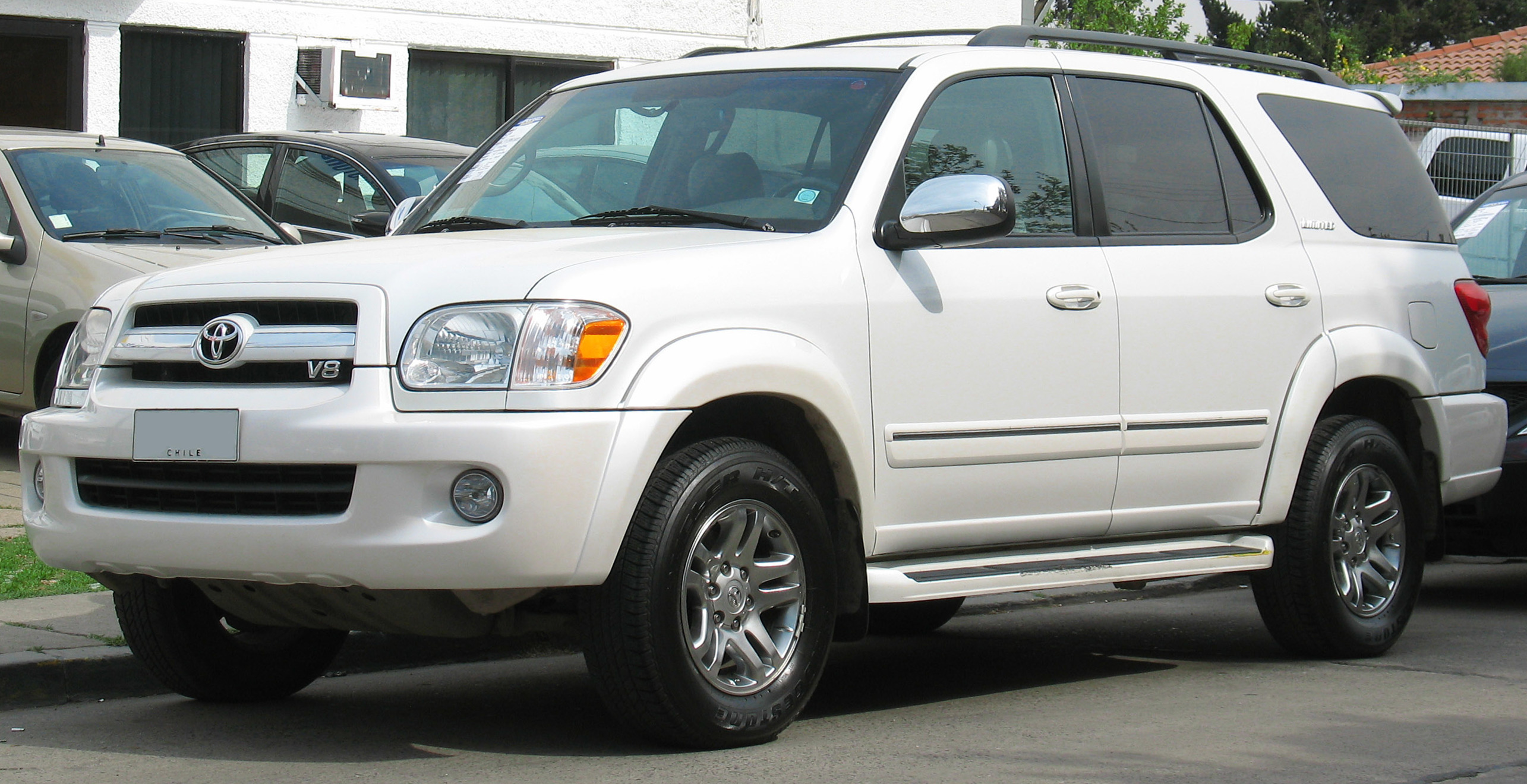
Toyota Sequoia 1 (2005—2007)

Серійне виробництво автомобіля першого покоління (XK30/XK40) стартувало в кінці 2000 року. Передня підвіска аналогічна з Prado 120, задня Land Cruiser 100, клімат контроль двозонний з можливістю регулювання потоку для задніх пасажирів, салонного фільтра в першому поколінні немає, вентиляцією багажного відділення, 3 ряд сидінь легко демонтується і так само легко монтується назад, 2 ряд сидінь складається вперед, що значно збільшує об'єм багажного відділення.
З 2003 року комплектується управлінням борт. комп'ютером, клімат контролем, музикою на кермовому колесі (мульти кермо).
У 2005 році модель модернізували, автомобіль отримав більш потужний двигун зі змінними фазами газорозподілу (VVTi), світлодіодні задні ліхтарі і 5-ступеневу автоматичну КПП замість колишньої 4-ступеневої.

### Двигуни
- 4,7 л, V8 240 к. с. (179 кВт) (2001—2004)
- 4,7 л, V8 з VVT-I 282 к. с. (210 кВт) (2005)
- 4,7 л, V8 з VVT-I 273 к. с. (204 кВт) (2006—2007)

## Друге покоління (XK60; 2008— 2022)

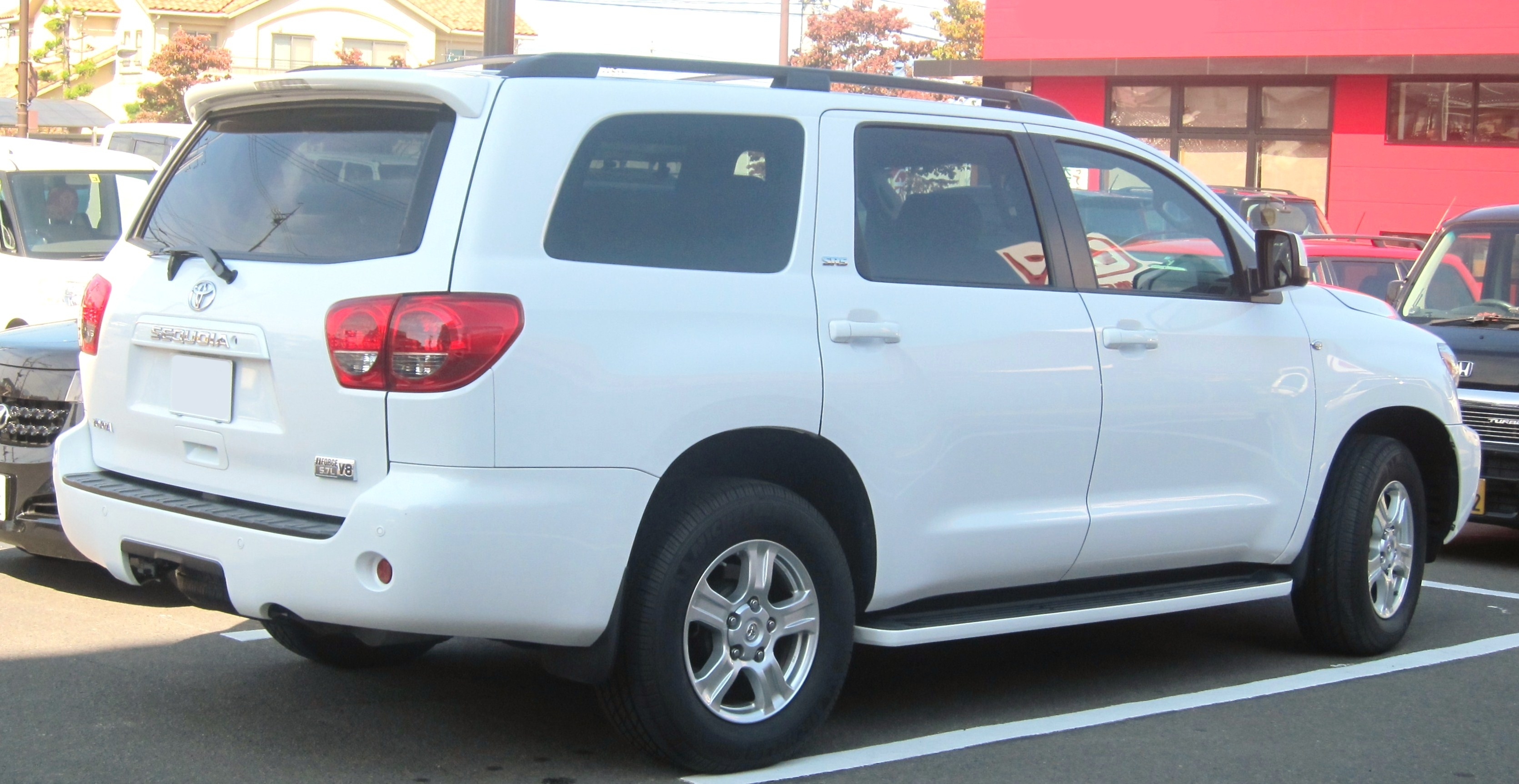
Toyota Sequoia 2

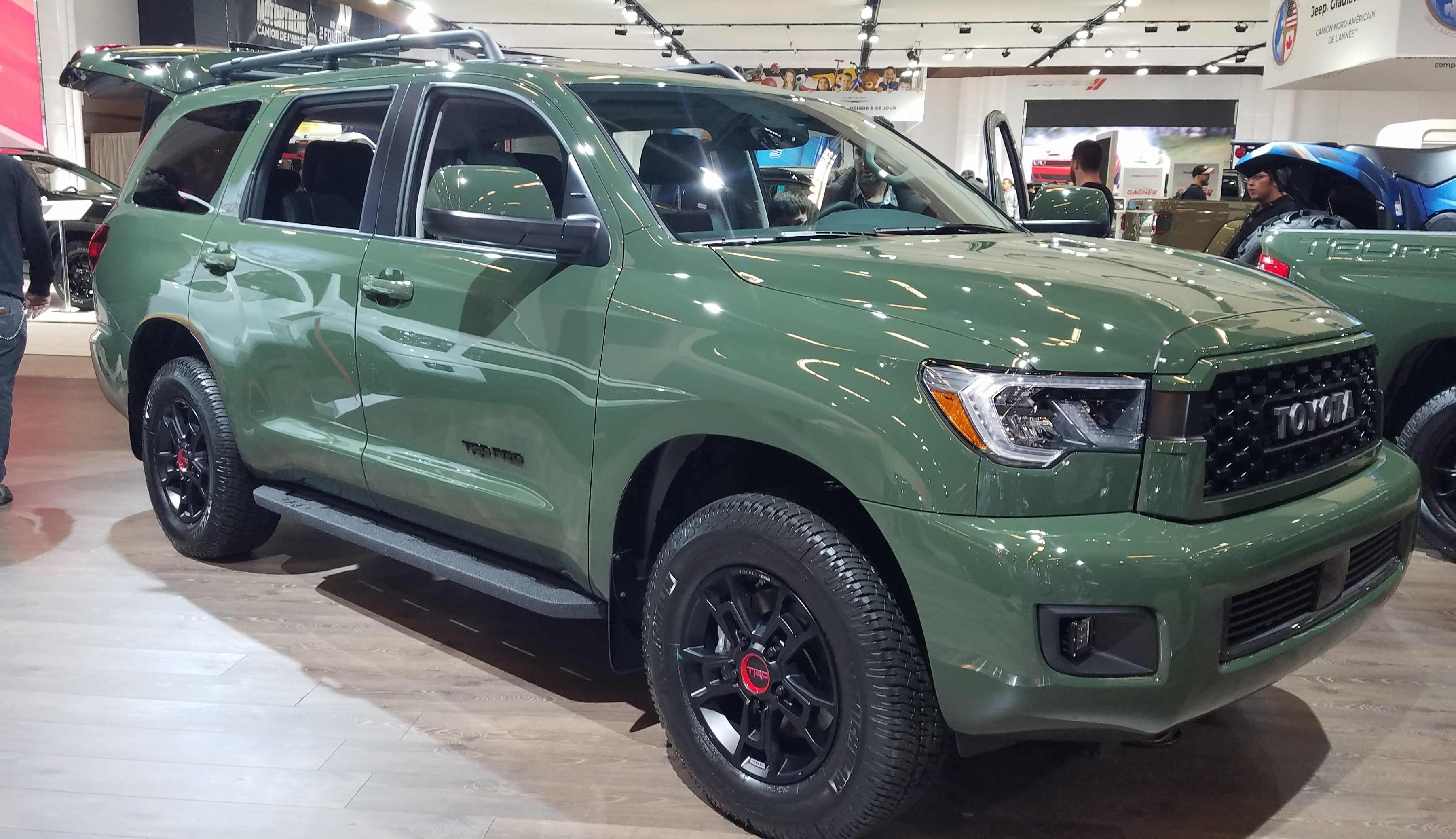
Toyota Sequoia 2 (з 2018)

У листопаді 2007 року на автосалоні в Лос-Анджелесі було представлено друге покоління Toyota Sequoia (XK60). Творці врахували сучасні вимоги по екологічній чистоті автомобілів, економії палива та приділили особливу увагу комфорту для водія і пасажирів. Toyota Sequoia 2008 має досить місткий багажник і дуже просторий салон, насичений високоефективною ергономікою.
У 2010 році замість 4,7-літрового двигуна Секвоя отримала новий 4,6-літровий 1UR-FE потужністю 310 к.с. У 2010 році в стандартну комплектацію стали входити подушки безпеки для колін водія і переднього пасажира. Комплектації SR5 і Platinum перестали містити додаткові опції, а в комплектації Limited залишилися тільки три опції: семимісний салон, навігаційна система і розважальна для пасажирів задніх рядів.
У Platinum з'явилася обробка «під дерево» рульового колеса і важеля перемикання коробки передач, в SR5 стандартно встановлюється Bluetooth і мультифункціональне кермо, в Limited дзеркало заднього виду тепер містить монітор, підключений до камери заднього ходу. У всіх комплектаціях аудіосистеми тепер мають USB-порт з можливістю приєднання iPod.
Toyota Sequoia 2012 року має спеціальні фари для використання при русі вдень і пакет для холодного клімату — очищувачі фар і електричний обігрівач лобового скла.
У 2016 році позашляховик Sequoia від Toyota отримав кілька нових функцій. Комплектація Limited може бути обладнана системою моніторингу сліпих зон та пам'яттю 2-х позицій водійського видіння та дзеркал. Вдосконалення аудіосистеми Entune дає водіям змогу прокладати маршрут за допомогою навігації у смартфоні, через головний прилад системи Sequoia. Toyota представляє у 2016 році три рівні комплектації позашляховика Sequoia: SR5, Limited and Platinum. Стандартне обладнання у версії SR5 включає: інтегровані протитуманні фари, автоматичне відкриття за ковзання люка, багажник на даху, 3-зонний автоматичний клімат-контроль, шкіряне телескопічне кермо із Bluetooth та безконтактними контролерами телефону, функцію регулювання водійського сидіння у 8 позиціях та переднього пасажирського у 4-х, 18-дюймові литі диски, очікувані потужність та характеристики комфорту, також, систему Entune Audio Plus. У комплектації Limited додані: електропривод дверей багажника, 20-дюймові диски, шкіряна обшивка сидінь, підсвітка приладової панелі та аудіосистема Entune Premium Audio. Своєю чергою, у комплектації Platinum Ви знайдете: обшивку сидінь перфорованою шкірою, динамічний лазерний круїз-контроль, адаптивну систему регулювання жорсткості, пневматичну підвіску та аудіосистему Entune Premium JBL Audio.
У 2021 році Toyota додала моделі Sequoia пакет нового зовнішнього вигляду Nightshade. Він додає 20-дюймові колеса чорного кольору, темну хромовану радіаторну решітку та затемнює інші елементи кузова. Всередині Sequoia Nightshade отримала оздоблення з чорної шкіри.

### Двигуни
- 4,6 л, 1UR-FE V8 310 к. с. (231 кВт) (2010—2012)
- 4,7 л, 2UZ-FE V8 276 к. с. (206 кВт) (2008—2009)
- 5,7 л, 3UR-FE V8 381 к. с. (284 кВт) (з 2008-го)

## Третє покоління (XK80; з 2022 року)

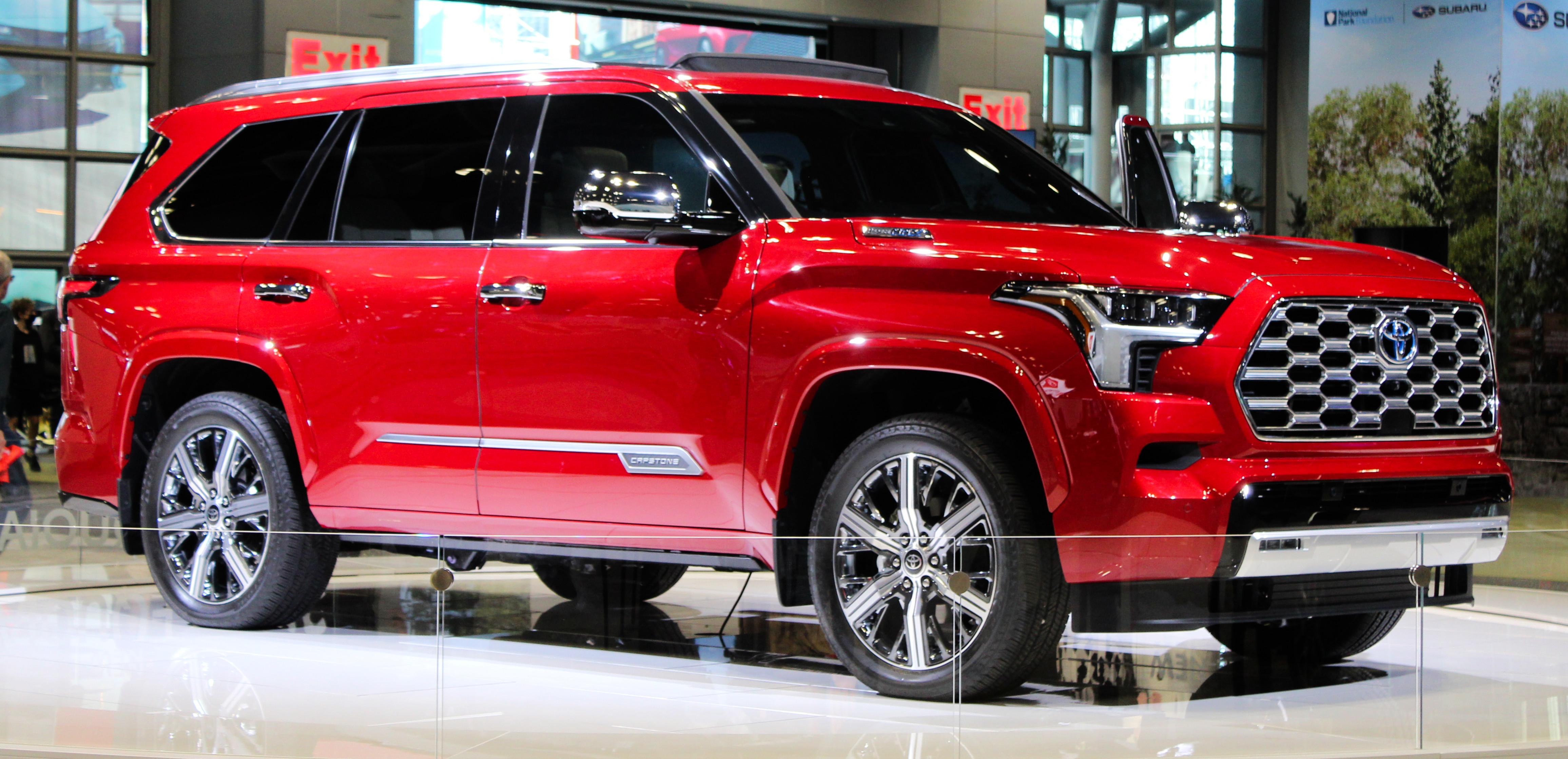
Toyota Sequoia (XK80)

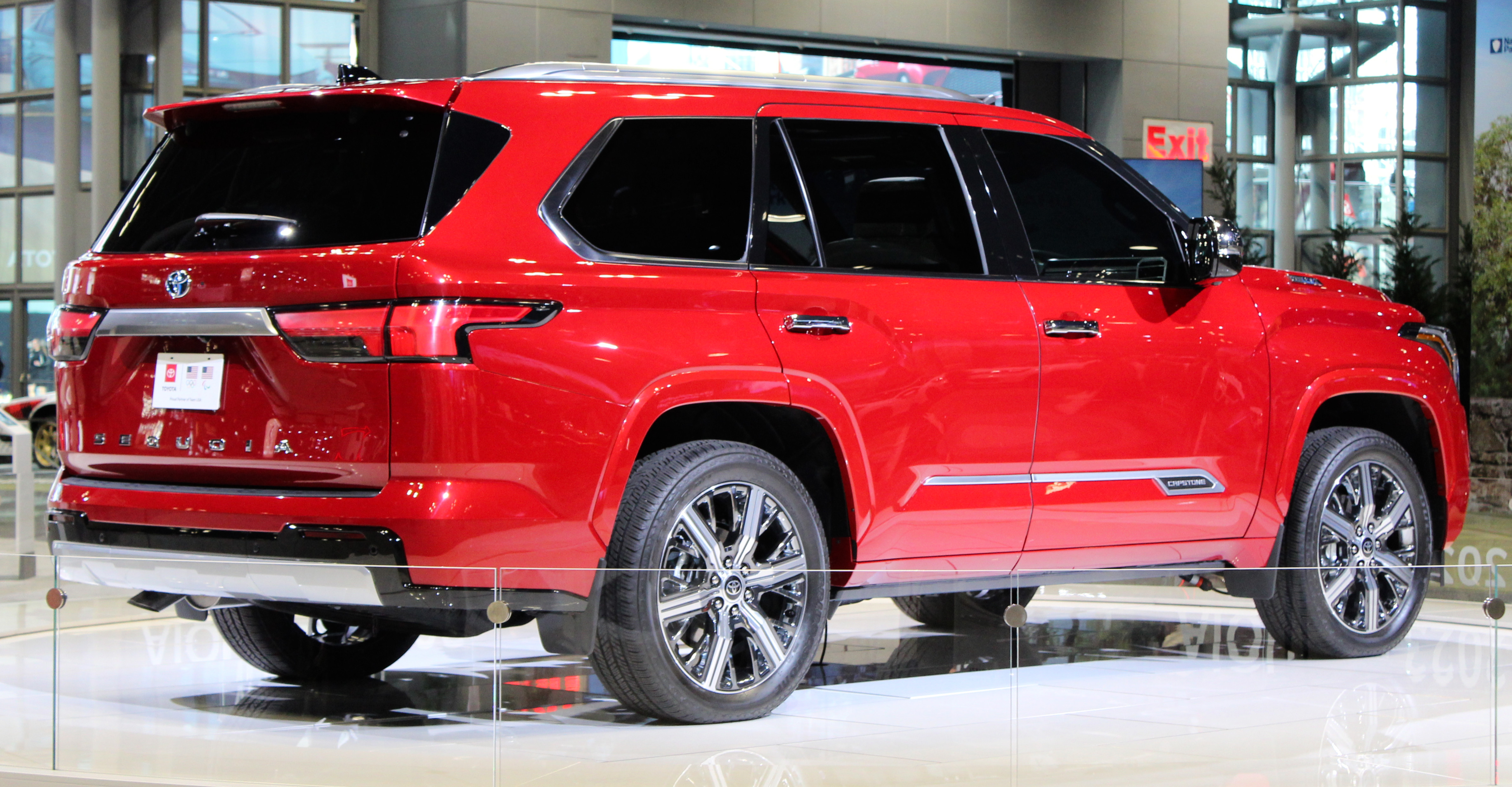

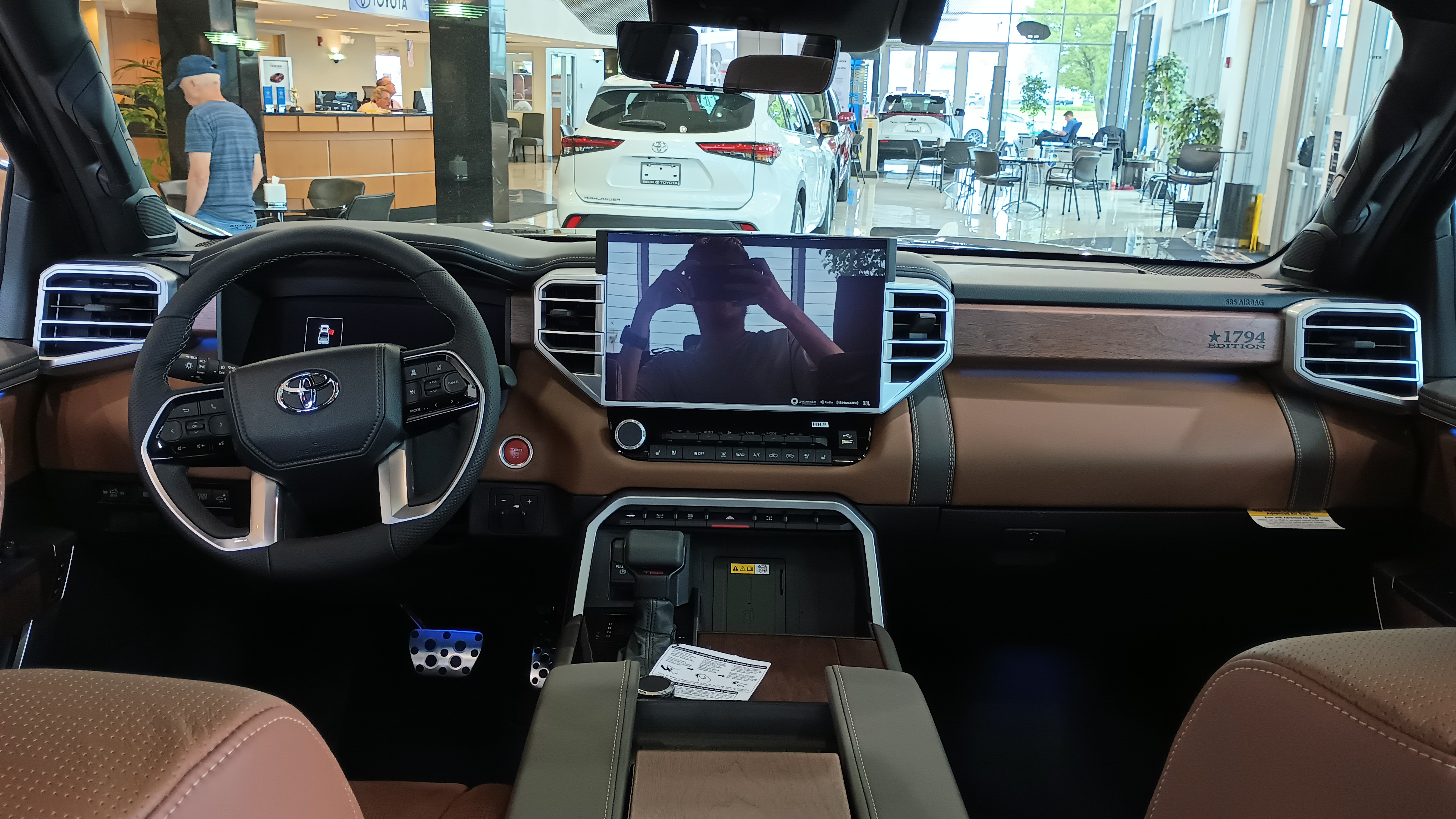

У січні 2022 року було представлено третє покоління Toyota Sequoia (XK70). Позашляховик збудовано на новій платформі TNGA GA-F, що й нові Toyota Land Cruiser 300, Toyota Tundra та Lexus LX (J310). Автомобіль отримав — гібридний i-Force Max на основі V6 3,4 з подвійним турбонаддувом потужністю 443 к. с. та 790 Н·м, що працює в парі з 10-ст. АКПП. Спереду двоважільна підвіска, а ззаду — нерозрізний міст на пружинах. Привід — задній або повний з передньою віссю, що жорстко підключається. Як опція пропонують адаптивні амортизатори, пневмоелементи і систему вирівнювання положення кузова на задній осі.
Sequoia нового покоління пропонує за третім рядом сидінь багажник об'ємом 325 л. З усіма складеними сидіннями вантажний простір збільшується до 2460 л.
У 2024 році Toyota Sequoia отримала версію Nightshade.
Toyota Sequoia 2025 отримала оновлення: з’явилась комплектація 1794 з капітанськими кріслами, панорамним дахом, коричневим шкіряним салоном, дерев’яним декором і пакетом Tow Tech.

### Двигун
- 3,4 L V35A-FTS twin-turbo V6 (VJA300) 443 к. с. 790 Н·м

## Продажі в США
| Рік  | Загалом авто в США |
| ---- | ------------------ |
| 2000 | 9 925              |
| 2001 | 68 574             |
| 2002 | 70 187             |
| 2003 | 67 067             |
| 2004 | 58 114             |
| 2005 | 45 904             |
| 2006 | 34 315             |
| 2007 | 23 273             |
| 2008 | 30 693             |
| 2009 | 16 387             |